# Thietpald
Thietpald († 4. oder 7. Januar 1034) war Abt des Benediktinerklosters St. Gallen von 1022 bis 1034.

## Leben
Thietpald wurde im September des Jahres 1022 Abt von St. Gallen. König Konrad II. bestätigte am 19. April 1025 die Immunität und die freie Abtswahl für Thietpald. Dies ist seine einzige urkundliche Erwähnung. Zuvor taucht er lediglich im Reichenauer Verbrüderungsbuch auf.

## Wirken
Thietpald war als Abt sehr geschätzt. Seine Regierung gilt als Friedenszeit – wenn auch der aufständische Herzog Ernst von Schwaben 1026 das Kloster schwer verheerte. Doch im folgenden Jahr besuchte Kaiserin Gisela mit ihrem Sohn Heinrich das Kloster.